# Glucuronato reductasa
El Glucuronato reductasa es la enzima EC 1.1.1.19 cataliza la reacción de oxidación del L-gulonato a D-glucuronato utilizando NADP+ como aceptor de electrones.

## Reacción
L-gulonato + NADP+ {\displaystyle \rightleftharpoons } D-glucuronato + NADPH

## Nombres alternativos
- Aldehído reductasa.
- Aldehído reductasa II.
- D-glucuronato deshidrogenasa.
- D-glucuronato reductasa.
- Glucuronato deshidrogenasa.
- L-glucuronato reductasa.
- NADP-L-gulonato deshidrogenasa.
- TPN-L-gulonato deshidrogenasa.

## Otros sustratos conocidos para esta enzima
- 4-nitrobenzaldehído, aunque también es capaz de reducir los isómeros 2- y 3-.
- D-aldosas. Su reacción con la D-xilosa, D-glucosa y D-galactosa es 100 veces más lenta que con el D-glucuronato.
- D-galacturonato.
- D-gliceraldehído.
- Gamma-hidroxibutirato.
- Piridina-3-aldehído.

## Inhibidores
Sus inhibidores conocidos son: 2,3-butanodiona, 2-mercaptoetanol, acetoacetato, AL-1576, alfa-quetoglutarato, amaranth, ATP-ribosa, barbituratos, alfa-cetoácidos ramificados, dietildicarbonato, difenilhidantoína, ditiotreitol, DL-beta-hidroxibutirato, haemantina, hidroxilamina, ácido yodoacético, menadiona, N-etilmaleimida, fluoruro de sodio, p-cloromercuriobenzoato, fenobarbital, fenosulfoftaleína, fenilacetato, feniglioxal, ponalrestat, piridoxal 5'-fosfato, salicilatos, sorbinilo, estatilo, tolrestat, valproato y Zn2+.

## Propiedades
- Su pH óptimo oscila entre 6 y 9, y su temperatura de trabajo óptima son 38 C. Su peso molecular está en el rango 33.000 - 60.000.
- Esta enzima puede ser idéntica a la Alcohol deshidrogenasa (NADP+).
- Participa en el metabolismo del ascorbato, del aldarato y en interconversiones de pentosas y glucuronato.